# 中嶋ゆか
中嶋 ゆか（なかじま ゆか、8月31日 - ）は、日本の漫画家。茨城県出身。血液型はA型。趣味は読書と散歩。2007年、『ChuChu』（小学館）10月号に掲載された「恋ノ足音」にてデビュー。
その後『ChuChu』の休刊に伴い、『ちゃお』（同）に移籍している。

## 作品リスト

### 漫画作品

#### 連載
- きらきらひかれ（『ChuChu』2008年2月号 - 4月号）
- わらってヒミコさん（『ChuChu』2008年11月号 - 2010年2月号[2]）
- となりのオバケさん（『ちゃお』2010年6月号[3] - 8月号）
- ココロカーテン（『ちゃお』2010年11月号[4] - 2011年3月号）
- わがままなツバサ（『ちゃお』2011年6月号[5] - 11月号）
- キミのためならっ！（『ちゃお』2012年2月号[6] - 4月号[7]、7月号[7] - 9月号）
- ロマンチックアンティーク（『ちゃお』2012年12月号[8] - 2013年5月号）
- 寄り道のふたり〜失恋days〜（『ちゃお』2013年8月号[9] - 10月号）
- 寄り道のふたり（『ちゃお』2014年1月号 - 3月号[10]）
- COLORS!（カラーズ）（『ちゃおDX』2014年5月号 - 2018年1月号） - 不定期連載、『ちゃお』本誌でも短期連載。
- サヨナラの温度（『ちゃお』2016年10月号[11] - 12月号）
- 恋がはじまらない!?（『ちゃおDX』2018年3月号 - 11月号）
- バケモノ係！（『ちゃお』2019年3月号[12] - 2019年5月号）
- マジたん！〜マジシャンときどき探偵〜（『ちゃおDX』2019年11月号、2020年3月号、『ちゃお』2020年4月号[13] - 6月号[14]）
- 天使と悪魔とわたし。（『ちゃおDX』2021年1月号 - 5月号、9月号 - 2024年11月号[15]、『ちゃお』2021年9月号[16]、2022年2月号 - 4月号、2022年9月号[17] - 2023年1月号[18]）
- 人魚のナミダ（『ちゃお』2021年5月号[19] - 7月号）
- 泣き虫鬼さん拾いました（『ちゃおコミ』2023年5月1日[20][21] - 連載中）
- ヴィランズの姫君（ちゃおプラス2024年12月27日 - 連載中）

#### 読み切り
- 恋ノ足音（『ChuChu』2007年10月号）
- 迷子のココロをつかまえて（『ChuChu』2007年12月号）
- カゲフミ（『ChuChu』2008年6月号別冊）
- 青空学園へようこそ（『ちゃおDX』2008年秋の大増刊号）
- わがままなツバサ（『ちゃおDX』2010年秋の超大増刊号）
- ミルキーウェイの乙女たち（『ちゃおDX』2012年初夏の超大増刊号）
- 寄り道のふたり（『ちゃおDX』2012年夏の超大増刊号 - 2014年春待ち号） - 不定期掲載。
- 王子様でごめんなさい。（『ちゃおDX』2012年秋の超大増刊号）
- ありがとね。（『ちゃお』2014年8月号）
- ヒトシズク（『ちゃおホラーDX』2017年3月号） - 『まだ誰も知らないこわい話』に収録。
- ハツコイデビューします！（『ちゃおDX』2017年7月号）
- 冬休みのコイビト（『ちゃお』2018年2月号） - 『泣きたい時に読む本』に収録。
- カサの中の青空（『ちゃお』2018年11月号[22]） - 『おさななじみ-きみと私のヒミツ-』に収録。
- オレをナメるにゃ!!（『刀剣乱舞-ONLINE-アンソロジー〜本丸爛漫日和〜』2019年[23]） - 『刀剣乱舞-ONLINE-』のアンソロジー寄稿作品。
- 天使様に触れてはいけない。（『ちゃおホラーDX』2020年冬号） - 『扉を開けたら殺される 恐怖の館へようこそ』に収録。
- 雪解けスローラブ（『ちゃおDX』2020年1月号）
- キミに恋する背後霊（『ちゃおDX』2020年9月号）
- あかい、アカイ、赤い花（『ちゃおホラーDX』2020年夏号）
- プリンセスは夢を見ない（『ちゃおDX』2020年11月号）

### 書籍
版元はすべて小学館。
- 『きらきらひかれ』〈ちゅちゅコミックス〉、2008年7月発行、ISBN 978-4-09-131799-5
- 『わらってヒミコさん』、〈ちゅちゅコミックス〉2009年 - 2010年、全3巻
- 『となりのオバケさん』〈ちゃおコミックス〉、2011年2月発行、ISBN 978-4-09-133633-0
- 『ココロカーテン』〈ちゃおコミックス〉、2011年8月発行、ISBN 978-4-09-133886-0
- 『わがままなツバサ』、〈ちゃおコミックス〉2011年 - 2012年、全2巻
- 『キミのためならっ！』〈ちゃおコミックス〉、2012年11月発行、ISBN 978-4-09-134767-1
- 『ロマンチックアンティーク』、〈ちゃおコミックス〉2013年、全1巻
- 『寄り道のふたり』、〈ちゃおコミックス〉2013年 - 2014年、全2巻
- 『COLORS!』、〈ちゃおコミックス〉2014年 - 2018年、全6巻
- 『サヨナラの温度』〈ちゃおコミックス〉、2017年2月発行、ISBN 978-4-09-138870-4
- 『バケモノ係！』、〈ちゃおコミックス〉2019年 - 2020年、全2巻
- 『マジたん！』〈ちゃおコミックス〉、2020年10月発行、ISBN 978-4-09-871173-4
- 『人魚のナミダ』〈ちゃおコミックス〉、2021年9月発行、ISBN 978-4-09-871488-9
- 『天使と悪魔とわたし。』、〈ちゃおコミックス〉2021年 - 2024年、全6巻
- 『泣き虫鬼さん拾いました』、〈ちゃおコミックス〉2023年 - 、既刊3巻（2025年5月26日現在）

### その他
- はじめての恋入門（著：ちゃお編集部、2014年4月30日発売[25]、小学館）一部挿絵担当[25]
- パティシエ志望だったのに、シンデレラのいじわるな姉に生まれ変わってしまいました！（著：日部星花、小学館ジュニア文庫、2019年10月25日）イラスト
- 家事代行サービス事件簿　ミタちゃんが見ちゃった!?（著：藤咲あゆなwithハニーカンパニー、小学館ジュニア文庫、2024年8月23日）イラスト